# 95 (število)
95 (pétindevétdeset) je naravno število, za katero velja 95 = 94 + 1 = 96 - 1.

## V matematiki
- sestavljeno število.
- polpraštevilo.
- šesto Tabitovo število {\displaystyle 95=3\cdot 2^{5}-1\,\!}.

## V znanosti
- vrstno število 95 ima americij (Am).

## Drugo
- desetiška vrednost nabora znakov ASCII za podčrtaj.

### Leta
- 495 pr. n. št., 395 pr. n. št., 295 pr. n. št., 195 pr. n. št., 95 pr. n. št.
- 95, 195, 295, 395, 495, 595, 695, 795, 895, 995, 1095, 1195, 1295, 1395, 1495, 1595, 1695, 1795, 1895, 1995, 2095, 2195